# Generación Saprissa
Generación Saprissa (hasta el 2013 denominado Saprissa de Corazón) fue un club costarricense de fútbol, ubicado en la ciudad de San Juan de Tibás en la provincia de San José. 
Hasta el 2016 fue la filial del Deportivo Saprissa en la Segunda División de Costa Rica, año en que el equipo decidió vender la franquicia de competición.

## Historia
Generación Saprissa fue un club costarricense que militó en la Segunda División de Costa Rica, fundado en 2005, producto de la insistencia del Deportivo Saprissa de la Primera División en crear una filial para darle rodaje a su cantera. Clubes como Fusión Tibás y Saprissa de Corazón fueron los predecesores de este club. 
Por este equipo pasaron futbolistas que dieron el paso al primer equipo e incluso a clubes internacionales, con papeles protagónicos, como el caso de Keylor Navas en el Real Madrid C. F., Celso Borges en el Deportivo La Coruña, Joel Campbell en el Arsenal F.C., Álvaro Saborio, Yeltsin Tejeda, Óscar Duarte del Espanyol, Kendall Waston en el Vancouver Whitecaps, Bryan Oviedo, Esteban Alvarado del Trabzonspor de la Superliga de Turquía, u otros casos como Deyver Vega, Alexander Robinson, Juan Bustos Golobio, Mauricio Castillo, Jorge Alejandro Castro, César Elizondo, Ricardo Blanco, Minor Álvarez, José Mena, Daniel Colindres, Fernando Paniagua, Esteban Alvarado, Luis Diego Cordero, Luis Torres, Darío Delgado, David Guzmán, David Ramírez y Marvin Loría.
El 16 de junio de 2016, la dirigencia del Deportivo Saprissa anunció que el equipo Generación Saprissa sería eliminado y la franquicia vendida a otro equipo. Varios de los jugadores de Generación Saprissa fueron ascendidos para jugar con el equipo de la Primera División. A finales del mismo mes, dicha franquicia fue adquirida por el empresario mexicano Jorge Alarcón para fundar el Sporting San José, con el objetivo de ser un formador de jugadores. Su sede es el estadio Ernesto Rohrmoser en Pavas.